# 家屋雑考
『家屋雑考』（かおくざっこう）は、沢田名垂の著作による、日本の歴史上の住宅についての解説書である。5巻。『百家説林』正篇下、『増訂故実叢書』中、に所収。

## 概説
成立した年代については、序文に「天保十三年葉月十日余り」とあることから、1842年の旧暦7月10日過ぎに出版されたものとみられる。著者68歳の時である。本書著作の動機を同じく序文で「上代このかた、貴族階級から下々に至るまでさまざまのかたち、移り変わりがあり、歴史や風土記・伝記に出てくる家についての記事には色々理解できないことがある。家屋の起源から公家と武家の家の造りの変遷を手始めに編纂した。このたび藩主松平容敬公に呈上するものである。云々」とある。

### 原典の構成
- 住まいの発生と沿革(古事記に現れるイエ・ヤ・神宮等)
- 奈良平安期における公家の寝殿造り。(主殿・寝殿造り・塗籠=(納戸)等)
- 楼閣・屋根や蔀、門の形式等。(四阿・瓦屋他)
- 古代末から中世における武家のすまい。(武家造り・舘・櫓等)
- 書院造りについて。

## 建築史での影響と価値
本作品を語る場合に挿図の存在を見逃せない。平安期の上流階級の住まいである寝殿造の項に挿図があり、それが寝殿造りの概念を多くの人に伝える為に計り知れない役割をはたしている。明治以後の教科書等では、平安時代の公家の生活を説明する時には必ずといってもいいほど本書の挿図が使われた。

### 『家屋雑考』の影響

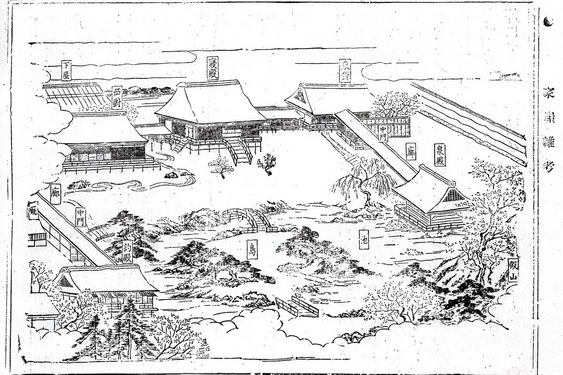
711：『家屋雑考』にある寝殿造の概念図
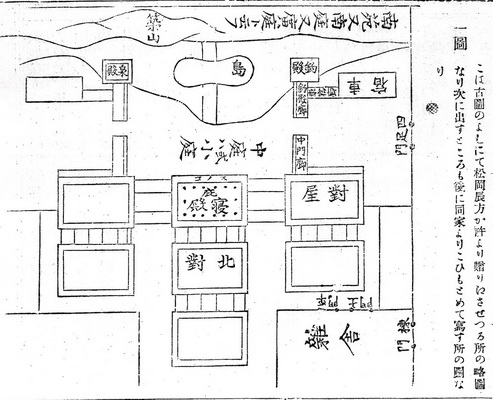
712：『家屋雑考』にある寝殿造の平面図1
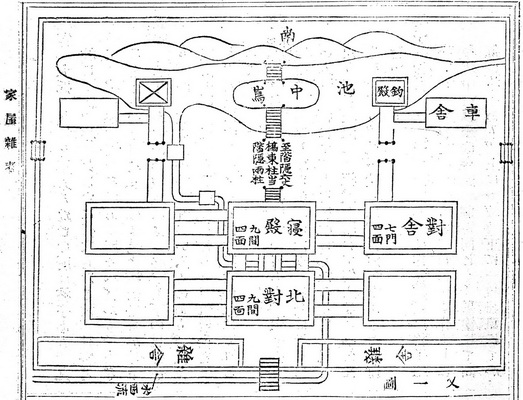
713：『家屋雑考』にある寝殿造の平面図2
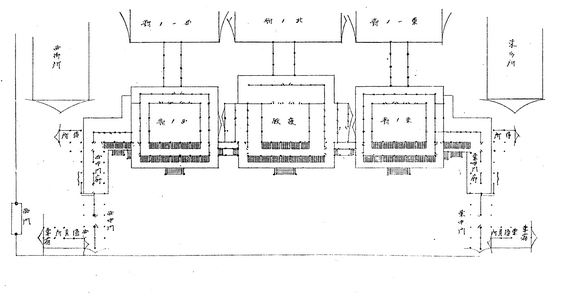
714：九条家本槐門

建築史の世界に寝殿造という用語が出てきたのは、1901年に出版された伊東忠太らの『稿本日本帝国美術略史』からである。
しかし建築史も初期には実物が存在する寺社建築が中心であり、1927年に前田松韻の「寝殿造りの考究」があるものの、建築史の対象が住宅にまで広がるのは、昭和7年(1932)の『日本風俗史講座　6巻』に収められた田辺泰の「日本住宅史」からである。その内容はまだ画像711のような『家屋雑考』ベースであり、実際『家屋雑考』にある画像712
や画像713を掲載している。
なお両平面図とも寝殿や対は東西棟に描かれているが、これは作図上のスペースの関係だろう。画像713には「寝殿九間四面」「対舎七間四面」と書かれているが、沢田名垂はこれを「九間四方」「七間四方」、つまり正方形と理解している。
そして昭和16年(1941)の足立康の『日本建築史』を経て堀口捨己や太田静六の登場となる。
太田静六は貴族の日記などをつぶさに分析し、東西の対は『家屋雑考』の図にあるような東西棟ではなく、南北棟であること、東西の中門廊の先にあるのは片や泉殿、片や釣殿ではなく、両方にあった場合には両方とも釣殿であることを指摘した。
また1941-1942年に『建築学会論文集』21.26号に発表した「東三条殿の研究」によって、始めて『家屋雑考』ベースではない、同時代資料に基づく寝殿造(東三条殿)の平面図を提示したのが『家屋雑考』脱却の第一歩である。
その少し後に堀口捨己も「書院造について」の中でこう書く。
『家屋雑考』の中に寝殿造古図として載せている平面図(画像712)や、「九条家本槐門」(画像714)として伝えられる図は、いずれも理想的な絵として観念的に描き出された素描であろうと思われるものである。このような形を寝殿造の定式として定義付けたために、この時代に現実に行なわれた建築のほとんどすべてのものが、当て嵌められなくなってしまったのである。

家屋雑考の中に掲げた古図や、定式として掲げた条件は、寝殿造り様式の一種、特に高級な対屋造りの理想的な模型に過ぎないのであって、それは一般に寝殿造りの定義にはならない。

### 『源氏物語』のイメージ
一般的な寝殿造のイメージは『家屋雑考』のイメージをベースに寝殿や対を長方形にするなど若干修正したものである。一町(120ｍ)四方の敷地に寝殿の南庭に舟が浮かべられるような池があり、寝殿の両脇には東西に寝殿と同レベルの対があって、寝殿を中心にその池を囲むようなコの字形の建物の配列とイメージされることが多い。太田静六は典型的な寝殿造の配置形式をこう説明する。
敷地の中央に正殿たる寝殿が南面して建ち、其東西北の三面に廊を出して対を造る。東西両対からは更に前方に中門廊が延びて途中に中門を開き、廊の先端の池に臨んでは釣殿を設ける。池は寝殿の前方に広くとられ、池中には中島を置き、橋を架して渡る。正門は東西に設けられ、門を入れば一方に車宿があり、次いで中門に達する。従って其全構は完全なる左右対称を保つというのであるが、実際には其様に典型的な実例は容易に見いだせない。
その後太田静六は精力的に復元図を発表して『寝殿造の研究』でそれをまとめるが、東三条殿と堀河殿、鳥羽南殿寝殿以外は多分に想像による部分が多く、原史料に池の記載など無いにもかかわらず、復元図にそれを書いてしまうなど、太田静六の云う「正規寝殿造」イメージには同時代史料に基づく具体的な復元例がある訳ではないと批判される。
舟が浮かべられるような池は鎌倉時代にもその例はあるが、先のランクで云えば「超大規模邸宅」と「大規模邸宅」の一部ぐらいである。

### 「武家造」と「主殿造」

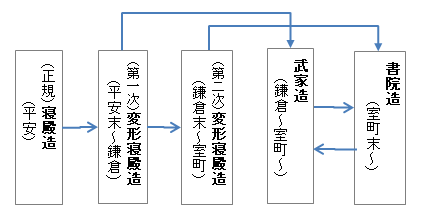
721：田辺泰「日本住宅発達系統図」

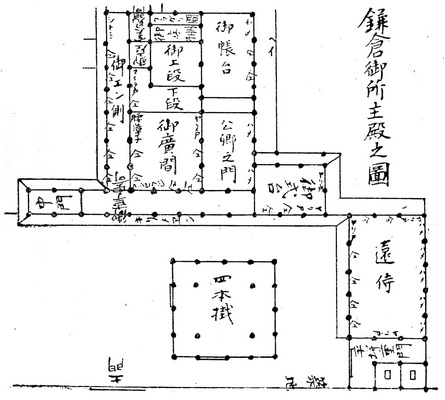
722：鎌倉御所主殿の図

「武家造」も「主殿造」も『家屋雑考』の中に使われた用語では無いが、『家屋雑考』の解釈から生まれた用語である。
『家屋雑考』が描いた『源氏物語』ベースの雅な建築様式が寝殿造と理解されたためか、かつては鎌倉時代から室町時代の武士の邸宅には、それとは別の「武家造」という建築様式が想定されていた。沢田名垂の『家屋雑考』「家作沿革」の中での説明を川本重雄はこう要約する。
1. 平安時代に、公家の住宅として奢侈(しゃし)な寝殿造が成立する。
2. 鎌倉時代に、質素な武家の住まいが登場する。
3. 室町時代に、将軍が京に移ると、武家の住まいも公家風の華美なものになる。
4. 応仁の乱で寝殿造は途絶え、以後住まいは書院造となる。

沢田名垂は「当時(平安時代)武士の家居といふは、又別に一つの造方ありしに似たり」と「質素な武家の住まい」は鎌倉時代だけでなくその前からあったとしている。そして武家の住まいが発展して書院造になったと。1932年に田辺泰は『家屋雑考』ベースで「武家造」という言葉を「主殿造」とほぼ同義に使う。頼朝の大倉御所については微妙であるのだが、しかし『家屋雑考』を踏襲して画像721のように図示する。
鎌倉将軍邸や室町将軍邸を描いた図面がいくつか伝えられていた(画像722)。それを信じるなら鎌倉の頼朝御所以来、武士の館は寝殿造とは別の流れにも見える。しかしそれらは室町時代末期の建築様式をベースに過去の将軍邸を想像したものであることが既に明らかにされており、田辺泰もこれを退けている。つまり『家屋雑考』以外に「武家造」の実態を示す史料は無い。
しかし戦前までは田辺泰のような『家屋雑考』ベースの理解であった。例えば江馬務は1944年に『日本住宅調度史』の「国風発達時代」で「1章、宮城公家住宅」の次ぎに「2章、武家住宅」を置きこう書く。
武家造といふ名称は武家の住宅という意味ではなく、武家が古より住み得るように設備した特別の家造といふことである。されば武家造というふものの起源は武家というものの発生時より存在せしものと認めて可いのである。
その出版の前年に太田静六と堀口捨己は武家造を否定している。太田静六は『日本の古建築』(1943)の中で、寝殿造から書院造への直結を主張した。
そして堀口捨己も昭和18年(1943)の学位論文『書院造と数寄屋造の研究』の序文にこう書く。
武家造りは武士の住居というほどの意味でのみ用いられる言葉であって、その初期のものは様式的に寝殿造りに属するものであり、その後期のものは当然に書院造りに入れるべきものであった。このことは寝股造りや書院造りの定義の不確かさがわざわいした結果に過ぎないのである。
その4年後に太田博太郎も『日本建築史序説・初版』で「武士はもともと公家の下にあって勢力を養って来たので、造形的な面で別種の文化を持っていた訳ではない」と全否定する。1972年の『書院造』ではここまで云う。
このようにみてくると、武家住宅独自のものがあったという註拠は一つもないのに、公家住宅と同じだったという証拠はいくつかある。そうなれば、もう「武家造」というような幽霊ははやく消えてなくなった方がいい。そして、その亡霊にとりつかれてしまっている人は、一刻も早くそれを忘れてしまってもらいたいものである。
こうして「武家造」の概念は消え、現在では鎌倉の将軍御所も、『男衾三郎絵詞』の男衾三郎の屋敷も、『西行物語絵巻』にある出家前の西行、北面の武士として鳥羽上皇に仕えた左兵衛尉佐藤憲清の屋敷も、『一遍上人絵伝』の大井太郎の屋敷から『法然上人絵伝』のまるで農家のような押領使漆時国の館(画像530)まで、全て寝殿造の範疇に入れられている。
そして当初は「武家造」とほぼ同義で用いられた「主殿造」という用語は、「武家造」を離れて、寝殿造から書院造への過渡期を表すものとして用いられる。

### 注記
1. ↑  
沢田名垂だけでなく江戸時代には間面記法に意味は忘れ去られており、それが再発見されるのは昭和になってからである(間面記法参照)。
2. ↑  
槐門（かいもん）とは大臣家の意
3. ↑  
例えば嘉保2年（1095）「散位従四位下大江公仲処分状案」（平安遺文1338）からの復元図である。「処分状案」に池の記載は無い。それに対して太田静六は「庭園関係については一言も触れていないが、南半部には御堂と書倉しか設けられなかった点からみても、南半部は園池であったことが解るので、南池や中島を持つ寝殿造式造園がなされたのであろう（太田静六1987、p.512）」と中島付きの大きな池を書き込む。中門廊も「処分状案」に記載は無いが太田静六は復元図に書き込む。
4. ↑  
微妙というのはこのような記述である。「最初の大蔵幕府の屋形にも寝殿、厩、小御所、釣殿等の寝殿造系統のものと侍所、問注所等の所謂武家造系統のものとの存在を知るのである。(田辺泰1929、p.116)」、「これによって見れば、前の鎌倉時代の幕府は、寝殿造の系統に属するもので、家の子郎党を置くに最も必要なる内外侍所其他武家特有のものを加えたことを認め得るに止まるが、室町時代の管領屋敷の屋形に至っては、前者と明らかに変化し、所謂武家造として完成されたものであることも亦認めらるるのである。(田辺泰1929、p.121)」。しかし侍所は侍廊と同じである。

ひとつには『吾妻鏡』に頼朝の大倉御所に十八間という侍所の記載があり、これを巨大な建築ととらえて寝殿造とは違うと感じたのかもしれない。しかし侍所は侍廊と同義であり寝殿造にはほぼ必ずある。廊なら大きくても梁間二間であり、頼朝の時代の関東なら柱間寸法は寝殿の一丈約3ｍよりも狭く2ｍ程度である。建築物は梁間を増やすには高度な技術は要るが、桁行を伸ばすのは容易である。同じ作りをどんどん伸ばしていけば良い。

仁平2年(1152)神主従四位上賀茂縣主(あがたぬし)の「賀茂某家地譲状案」(平安遺文2771号)には敷地五段、つまり一町の半分16戸主の敷地に十三間廊が見えるし、十間程度ならざらにある。「侍」は武士の意味ではなく、「侍女」の「侍」、つまり屋敷の主人に仕える者の意味で、侍所＝侍廊はお屋敷での執事の控え室である。